# Copaifera chodatiana
Copaifera chodatiana är en ärtväxtart. Copaifera chodatiana ingår i släktet Copaifera, och familjen ärtväxter. Utöver nominatformen finns också underarten C. c. chodatiana.